# 복조리

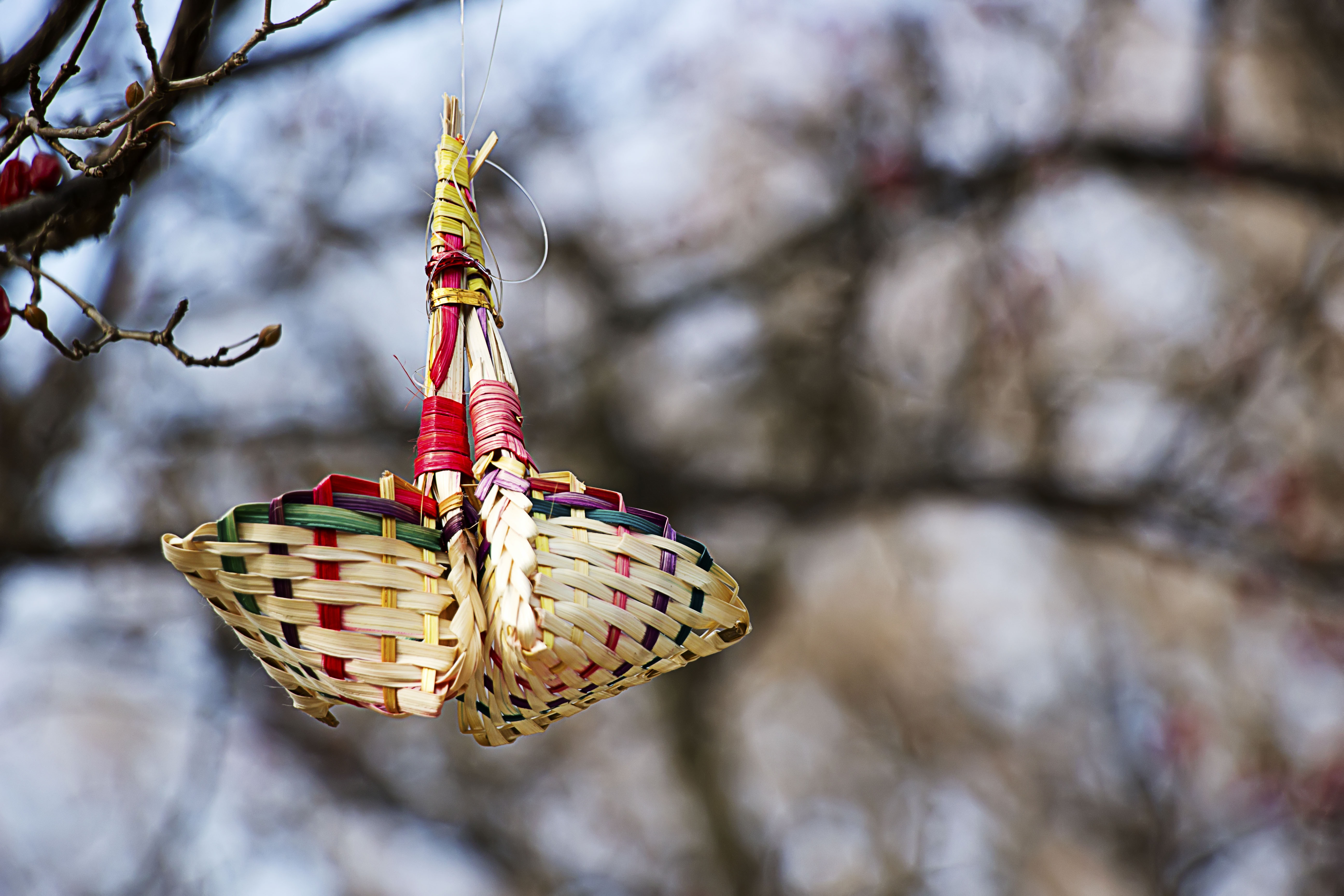
복조리

복조리는 많은 복을 받는다 해서 설날 이른 아침, 또는 섣달그믐날 밤 자정이 지나서 벽에 걸어두는 조리이다. 
대나무를 가늘게 쪼개 엮어 만든 조리를 사서 걸어두는데, 장사치가 조리를 팔기 위하여 초하루 전날 밤부터 "복조리 사시요, 복조리요" 하고 외치며 밤새도록 집집마다 돌아다니기도 한다. 
조리는 원래 쌀을 이는 기구인데, 쌀을 일어올리듯이 복이 붙으라는 뜻에서 생겨났다. 